# Yves Rousset
 (août 2025).
Motif : Notoriété encyclopédique de ce haut-fonctionnaire ? Certes, il a été préfet dans deux départements, mais est-ce suffisant pour avoir une page dans Wikipédia ?
- Archive Wikiwix
- Bing
- Cairn
- DuckDuckGo
- E. Universalis
- Gallica
- Google
- G. Books
- G. News
- G. Scholar
- Persée
- Qwant
- (zh) Baidu
- (ru) Yandex
- (wd) trouver des œuvres sur Wikidata

| 1. | Préciser le motif de la pose du bandeau. | Précisez le motif de la pose du bandeau en utilisant la syntaxe suivante : {{admissibilité à vérifier\|date=août 2025\|motif=remplacez ce texte par le motif}}                    |
| 2. | Informer les utilisateurs concernés.     | Pensez à avertir le créateur de l'article, par exemple, en insérant le code ci-dessous sur sa page de discussion : {{subst:avertissement admissibilité à vérifier\|Yves Rousset}} |

Yves Rousset, né le 30 juillet 1954 à Paris (6e arrondissement), est un éducateur et militant syndical puis haut fonctionnaire français. Il a été notamment préfet de la Haute-Loire.

## Biographie

### Famille
Son père a servi dans les troupes de marine puis dans la Légion étrangère. Il a aussi été sous-officier dans la 2e division blindée (régiment de marche du Tchad) entre 1943 et 1945 comme sergent-chef sous l'autorité du général Leclerc. En 2024, Yves Rousset, qui est devenu président de l'association de la maison des anciens de la 2ème DB, publie un livre hommage à son père.

### Études initiales
Il passe son baccalauréat en candidat libre à l'âge de 20 ans, après avoir interrompu ses études secondaires deux ans auparavant. 

### Éducateur et militant syndical
À partir de 1975 il est éducateur de l'éducation surveillée, structure dépendant du ministère de la Justice et ayant  donné naissance en 1990 à la direction de la Protection judiciaire de la jeunesse. Dès 1978 il s'engage à la CFDT ; il en devient le secrétaire national de la fédération Justice à partir de 1984,.

### Énarque à 42 ans
En 1996, il intègre l'ENA par la voie du 3e concours (promotion Cyrano de Bergerac). Il en sort en 1999 et obtient un diplôme en sociologie de l'entreprise à Sciences Po Paris.

### Carrière comme administrateur civil et préfet
Il débute comme administrateur civil, détaché en qualité de sous-préfet jusqu'en 2003 ; il est titularisé dans le corps préfectoral en janvier 2017. Il occupe successivement les postes suivants :
- Sous-préfet de Saint-Jean-de-Maurienne (1999-2001) ;
- Secrétaire général de la préfecture de Belfort (2001-2003) ;
- Inspecteur de l’Inspection générale des affaires sociales (2003-2005) ;
- Directeur départemental des affaires sanitaires et sociales des Côtes-d'Armor (2005-2007) : il y est notamment confronté à une épidémie d'hépatite A dans le secteur de Paimpol[8] ;
- Sous-directeur de la Direction des ressources humaines et des relations sociales au ministère de la Justice (2007-2013) ;
- Sous-préfet d’Argenteuil (2013-2015)[9] ;
- Préfet délégué pour l’égalité des chances des Bouches-du-Rhône (2015- 2017) : son action pour l'intégration des populations Roms est remarquée[10] ;
- Préfet de la Haute-Loire (2017-2019) : il est confronté à l'incendie de la préfecture du Puy-en-Velay lors de l'acte III du mouvement des Gilets jaunes le 1er décembre 2018[11],[12],[13],[14] ;
- Préfet du Loir-et-Cher (2019-2021) : il y est notamment responsable de la sécurité des obsèques du Président Valéry Giscard d'Estaing en décembre 2020[15],[16].

Il est admis à la retraite en 2021,.

### Activités après la retraite de la préfectorale
Il prend alors rapidement des fonctions dans des organismes sociaux (notamment logement social et lutte contre l'illettrisme), citoyens (droits de l'homme) et mémoriels : 
- depuis 2021 : commissaire du Gouvernement auprès de l'Agence nationale de lutte contre l'illettrisme[19],[20].
- depuis 2021 : administrateur de la fondation Seligmann[21] ;
- depuis 2021 : administrateur de la fondation Maréchal Leclerc de Hautecloque et de la maison des anciens de la 2ème DB[22] ;
- depuis 2022 : administrateur de l'association Habitat alternatif social[23] ;
- depuis 2024 : président de l'association de la maison des anciens de la 2ème DB[24].

## Publications
Il a publié deux livres :
- 2021 : La préfecture est en feu ! Éditions Abatos  (ISBN 978-2365981736). Dans cet ouvrage, Yves Rousset revient sur les évènements du 1er décembre 2018 au Puy où la préfecture a été incendiée par des gilets jaunes ; il y évoque aussi ses relations tendues avec Laurent Wauquiez, président du Conseil régional d'Auvergne-Rhône-Alpes et ex-maire du Puy[25],[26],[27],[28],[29].

- 2024 : Dans les pas de Leclerc (1943-1945). Éditions Abatos  (ISBN 9782365982290). Livre consacré à son père qui fut sergent-chef sous Leclerc[1],[30].

## Récompenses et distinctions
- Chevalier de la Légion d'honneur, au titre de «  préfet délégué pour l'égalité des chances auprès du préfet de la région Provence-Alpes-Côte d'Azur, préfet de la zone de défense et de sécurité Sud, préfet des Bouches-du-Rhône ; 37 ans de services. » (2015)[31],[32]
- Officier de l'ordre national du Mérite (2019), au titre de « préfet de Loir-et-Cher »(chevalier du 26 novembre 2010)[33]
- Médaille d'honneur de la protection judiciaire de la jeunesse, échelon or (2013)[34]
- Médaille d’argent de la sécurité intérieure avec citation « Feux de forêts 2016 »
- Médaille d’argent de la sécurité intérieure avec citation « Engagement des forces de sécurité intérieure 2018-2019 »
- Médaille de la jeunesse, des sports et de l’engagement associatif
- Brevet de parachutiste militaire (BPM)